# RAF North Witham
RAF North Witham est un terrain d'aviation militaire de l'armée de l'air britannique, la Royal Air Force, de la période de la Seconde Guerre mondiale. Il fut établi par la RAF, et prêté à la United States Army Air Force. Il est actuellement abandonné dans le bois appelé Twyford Wood, dans le comté de Lincolnshire, en Angleterre. Il tire son nom d'une rivière proche, la Witham.

## Développement
Le poste était prévu comme terrain d'atterrissage pour des bombardiers lourds, lors de la période d'expansion rapide de la RAF au cours de la Seconde Guerre mondiale. Lorsque les travaux touchèrent à leur fin, il fut plus précisément intégré aux préparations pour l'opération Overlord. Le poste ouvrit officiellement le 15 décembre 1943, les premiers membres personnel étant arrivés la veille. Une fois établi, il lui fut donné la désignation USAAF, de Army Air Force Station 479. Les premiers Américains qui y furent affectés arrivèrent le 31 décembre 1943 ; ils avaient jusqu'alors été logés à la station voisine, RAF Cottesmore, connue aussi sous le nom de USAAF Station 489.
À la mi-février, l'effectif du poste ayant été complété, il fut rebaptisé 29th Air Depot Group. Sa première tâche fut de distribuer des avions de transport et les moyens de les maintenir aux groupes en service de la USAAF. À cette époque, cela voulait dire la manutention du type connu par son constructeur, Douglas, comme la DC-3, à la RAF comme la Dakota et à la USAAF comme la C-47.

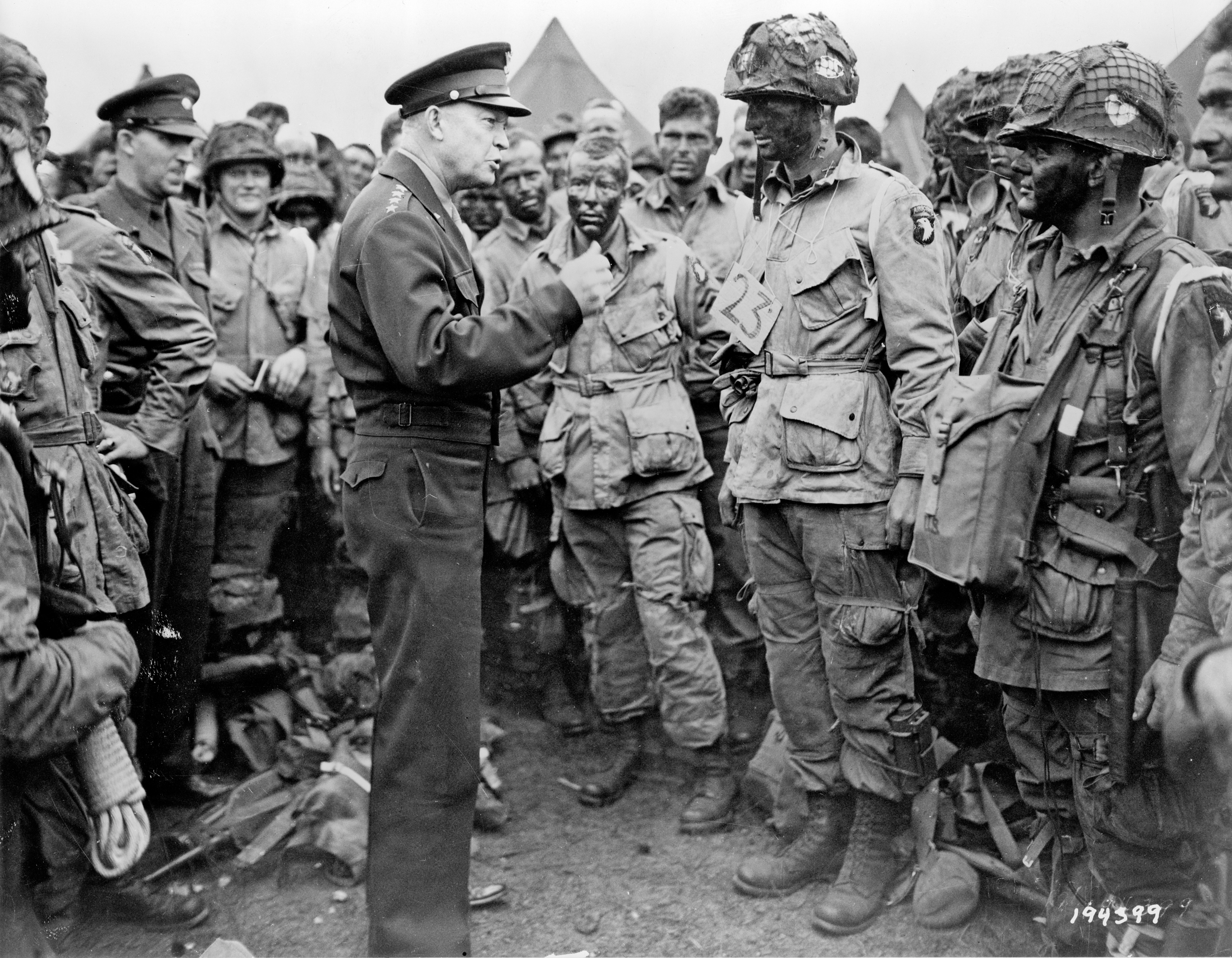
Gen. Dwight D. Eisenhower donne l'ordre de la journée, <victoire complète - rien d'autre>, aux parachutistes en Angleterre, juste avant leur embarquement dans les avions pour participer au premier assaut de l'invasion du continent européen. Remarquer les tentes.

Au mois de mars, s'ajoutant aux effectifs déjà cités, l'unité The Pathfinder School (l'École des Éclaireurs) s'installa pour compléter la formation des éclaireurs parachutistes. Équipés de radio de communication, y compris de balises radio, ils avaient pour but de montrer la voie aux soldats du saut principal. À ce stade, le personnal affecté à la base logeait essentiellement sous tentes.
L'apogée de la carrière du poste fut le 5 juin 1944, quand les éclaireurs de la 82e et de la 101e division aéroportée prirent l'air pour aller en Normandie, pour y mener la partie américaine de l'Opération Overlord. Par la suite, le poste s'attacha à la formation de troupes aéroportées polonaises mais en décembre, la guerre s'était déplacée ailleurs et le groupe du dépôt de l'air alla en France.

## Déminage
Avant la fin d'avril 1945, les Américains étaient partis. En mai 1945, le poste devint un dépôt de munitions sous le contrôle de l’Unité d’Entretien no 100 de la R.A.F. Il y avait eu de dépôts de munitions dans les champs, sur des bords des routes ; partout dans le pays, surtout dans un comté comme le Lincolnshire, plein de terrains d'atterrissage pour bombardiers lourds. Les dépôts improvisés furent abandonnés aussi tôt que possible et leurs bombes amenées aux endroits plus protégés pour attendre qu'on démonte les bombes elles-mêmes. L’Unité d'Entretien no 100 était basée au poste voisin de South Witham depuis mars 1942. Tant que l'impératif des opérations ralentit, l'unité s'est élargie de son terrain dans le Morkery Wood aux pistes de North Witham.

## Aujourd'hui
Le terrain était à l'origine boisé. Il y restait des arbres au nord-est des pistes d'atterrissage lors de l'occupation militaire, mais après la fermeture du poste, la Forestry Commission, le corps chargé de l'entretien des forêts, planta des chênes (Quercus robur) et des conifères. Une partie du terrain est aujourd'hui une réserve naturelle visant à protéger certaines espèces de papillons. Le béton est peu à peu écrasé et emporté. Cependant, l'extrémité sud, en dehors du bois, rassemble à une zone industrielle et la proximité du terrain à la jonction de la route A1 exige que le développement s'appuie sur le bois du nord-ouest.